# Verwaltungsgemeinschaft Prittriching
Die Verwaltungsgemeinschaft Prittriching im oberbayerischen Landkreis Landsberg am Lech entstand am 1. Mai 1978 durch Rechtsverordnung der Regierung von Oberbayern.
Mitglieder sind die Gemeinden
1. Prittriching, 2606 Einwohner, 25,37 km²
2. Scheuring, 1952 Einwohner, 21,26 km²

Sitz der Verwaltungsgemeinschaft ist Prittriching.
Der Verwaltungsgemeinschaft gehörte als drittes Mitglied die Gemeinde Egling an der Paar an; sie wurde mit Wirkung ab 1. Januar 1998 entlassen und hat seither eine eigene Verwaltung.